# Parazinho
Parazinho, municipio del estado del Rio Grande del Norte (Brasil), localizado en la microrregión de la Baixa Verde. De acuerdo con el censo realizado por el IBGE (Instituto Brasilero de Geografía y Estadística) en el año 2000, su población es de 4.325 habitantes. Área territorial de 274 km².